# Разичо (Кјети)
Разичо (итал. Rasiccio) је насеље у Италији у округу Кјети, региону Абруцо.
Према процени из 2011. у насељу је живело 21 становника. Насеље се налази на надморској висини од 255 м.